# ریشارد سوبکاک
ریشارد سوبکاک (انگلیسی: Ryszard Sobczak؛ زادهٔ ۲ نوامبر ۱۹۶۷) ورزشکار شمشیربازی اهل لهستان است.
وی در مسابقات کشوری و بین‌المللی در مجموع برندهٔ ۱ مدال نقره، ۱ مدال برنز شده‌است.